# Тесна кожа
Тесна кожа је југословенски филм из 1982. године. Сценарио је написао Синиша Павић, а режирао га је Мића Милошевић. Главне улоге (референт Димитрије Мита Пантић и његов директор Срећко Шојић) поверене су Николи Симићу и Милану Гутовићу.
Филм је постигао велику популарност и гледаност широм бивше СФРЈ а само у Београду је имао 505.000 гледалаца.

## Радња
Педесетшестогодишњи Димитрије „Мита” Пантић (Никола Симић) је још увек млађи референт у државном предузећу у коме ради. Типичан радни дан за њега почиње у 6 сати ујутру, када га фрустрација чека на сваком кораку од тренутка када устане. У покушају да се спреми за посао, он једва успева да се домогне тоалета у препуном стану. Остали чланови домаћинства такође имају своје проблеме, што значи да су зановетање и викање главни део њиховог кућног живота у било које доба дана.
Пантићева супруга Сида (Ружица Сокић) је раздражљива средовечна домаћица, чије притужбе покривају широк распон: од незадовољства због ситница приликом куповине намирница, до онога што она сматра личним недостатком лепих успомена када осврне на старост, јер је најбоље године провела негујући кућу и породицу. Најстарије дете, син Бранко (Гојко Балетић), вечити апсолвент астрономије, жали се због недостатка новца за књиге и опреме, што га, по његовом мишљењу, спречава да дипломира. Средње дете, ћерка Мира (Даница Максимовић), је дипломирана правница, али не успева да пронађе посао, иако то покушава годинама. Она је такође несрећна због недостатка зараде у породици, јер мисли да лепше облачење и новац за подмићивање, могу да јој помогну да пронађе посао. На крају, најмлађе дете, шеснаестогодишњи син Александар (Александар Тодоровић), проблематичан је ученик у школи и жели да му отац купи уџбенике, а такође и мотоцикл. Поред свега овога, у домаћинству Пантића такође станују Митина мајка (Рахела Ферари) и подстанарка Сузана (Јелица Сретеновић), коју је тамо доделила држава због несташице становања и има собу која заузима 9,4 квадратних метара њиховог стана.
Сва јутарња гужва код куће доводи до тога да Пантић често касни на посао где га чека још више фрустрације. Овом приликом је,Срећко Шојић (Милан Гутовић), његов корумпирани и необразовани директор, упао у његову канцеларију, покупио извештаје и затражио да их Пантић поново откуца, јер нису довољно читљиви. То доводи Пантића назад на одељење за куцање, где се чини да нову младу дактилографкињу, Мелиту Сандић (Нада Војиновић), више занима чаврљање и флертовање преко телефона, него свој посао. Пантић губи своје стрпљење и пријављује је директору.
У међувремену, Пантићев најмлађи син Аца има проблема са својим захтевним професором енглеског језика (Ирфан Менсур), који опсесивно тера своје ученике да анализирају песму Лија Ханта, „Џени ме је пољубила”. Професор, кога ученици га зову Јапанац, због његовог дубоког дивљења јапанској култури и стилу живота, нема стрпљења према Ацином понашању и захтева да разговара са његовим оцем.
Назад на Митином послу, време је да се добију месечне плате, али он бива ужаснут када сазна да је његова плата смањена због кашњења, као део нове иницијативе предузећа за максимализацију продуктивности. Бесан, он одлази до своје канцеларије, где му ускоро прилази непознати човек, који се представља као Оливер Недељковић (Владан Живковић) и покушава да подмити Пантића за његов пристанак, када се буду бирали нови запослени. Иако кратак на новцу, Пантић то одбија и пријављује покушај корупције директору Шојићу.
Јапанац ускоро долази до стана Пантића, како би разговарао са Ациним оцем, али налази га како грозничаво прати пренос фудбалских утакмица преко радија, јер се кладио на лигашке утакмице те недеље. Мало по мало, Пантићева предвиђања се обистињују и он успева да сакупи 12 погодака, сада једино чекајући исход утакмице између Слободе и Вардара, како би добио главну награду. Јапанац, у међувремену, не успева да дође до речи ни са ким и спремајући се да оде налеће на подстанарку Сузану, која га позива у њену собу, где се њих двоје одмах спријатеље. Назад у свом делу стана, Пантић пада у несвест када сазна да се утакмица завршила нерешено, што значи да није освојио главну награду.
Јапанац у свом стану, на крају, ипак разговара са Пантићем, али овог пута професор је много више заинтересован за Пантићеву подстанарку, него за његовог сина. Јапанац изражава жељу да запроси Сузану, што Пантић одмах види као прилику да је се реши.
Пантић уновчава свој тикет од 12 погодака, за шта добија 7 милиона динара. Долазећи на посао, он постаје бесан када схвати да је Недељковић, човек који је покушао да га подмити, добио посао и Пантић одлази да се суочи са Шојићем. Тамо сазнаје да је Мелита унапређена на место Шојићеве личне секретарице, због чега фрустрирани Пантић вређа Шојића и одлази.
Назад у кући са 7 милиона динара у кешу у својој торби, он се следећег јутра буди и наставља са јутарњом рутином, где његова породица зановета и жали се због новчане ситуације. Уморан од слушања њиховог жаљења, он из торбе креће да разбацује новчанице свуда по соби. Након тога, на путу до купатила, он налеће на Јапанца, који га информише да је оженио Сузану и да се преселио у њену собу, јер је кућа у којој се сусрео са Пантићем била кућа његовог пријатеља. Јапанац поставља распоред коришћења тоалета и улази у купатило. Након пар корака, Пантић полуди, залеће се на врата купатила и разбија их, док се филм завршава.

## Улоге
| Глумац               | Улога                                           |
| -------------------- | ----------------------------------------------- |
| Никола Симић         | Димитрије „Мита” Пантић                         |
| Милан Гутовић        | Срећко Шојић                                    |
| Ружица Сокић         | Персида „Сида” Пантић, Митина жена              |
| Рахела Ферари        | Митина мајка                                    |
| Јелица Сретеновић    | подстанарка Сузана                              |
| Ирфан Менсур         | професор "Јапанац"                              |
| Даница Максимовић    | Мира Пантић                                     |
| Гојко Балетић        | Бранко Пантић                                   |
| Александар Тодоровић | Александар „Саша” Пантић                        |
| Нада Војиновић       | Мелита Сандић, Пантићева и Шојићева секретарица |
| Владан Живковић      | Оливер Недељковић                               |
| Предраг Тасовац      | лекар                                           |
| Богић Бошковић       | фотограф који доноси слике                      |
| Драгољуб Војнов      | друг Пајковић                                   |
| Вељко Маринковић     | добитник свих 13 погодака                       |
| Момчило Станишић     | Пантићев колега                                 |
| Љуба Павловић        | конобар Митровић                                |
| Милан Живковић       | Шојићев пословни партнер на ручку               |
| Ана Симић            | Дачићева                                        |
| Раде Марковић        | ученик                                          |
| Ненад Ненадовић      | ученик                                          |
| Мирјана Јоковић      | ученица                                         |
| Оливера Викторовић   | ученица                                         |
| Наташа Ристић        | ученица                                         |
| Миња Стевовић        | /                                               |
| Драгомир Станојевић  | /                                               |
| Зоран Модли          | глас                                            |

## Наставци
Тесна кожа је један од најгледанијих домаћих филмских серијала. У сваком филму, осим у новогодишњем специјалу, гостовала је позната певачица.
У првом филму серијала певала је Лепа Брена. У другом наставку, снимљеном 1987. године, певају Сузана Перовић и Рокери с Мораву. Тесна кожа 3 је снимљена 1988. године, а у овом наставку пева Зорица Марковић. Четврти наставак је снимљен 1991. године, а у њему је гостовала певачица Снежана Бабић Снеки, док је 31. децембра 1992. године емитован новогодишњи специјал.
У планираном наставку Тесна кожа 5 било је планирано да пева Јелена Розга, а такође је планиран још један наставак, као и телевизијска серија. Међутим, ови наставци су остали недовршени због правних и финансијских проблема; снимљено је 5 епизода телевизијске серије од планираних 12, али снимљени материјал до данас није емитован.

## Занимљивости
- Лик Срећка Шојића кога тумачи Милан Гутовић први пут се појавио као епизодни лик 1981. године у филму Лаф у срцу, који је такође режирао Мића Милошевић а сценарио написао Синиша Павић.
- На часу енглеског језика обрађена је песма енглеског есејисте, Лија Ханта, Џени ме је пољубила.
- Филм је снимљен за 23 дана.[3]
- Велики део филма је сниман у једној кући на Дорћолу, у Улици Војводе Добрњца 38, близу Ботаничке баште.[4]